# Attacco alla base militare Gloria
Attacco alla base militare Gloria (Siege of Firebase Gloria) è un film di guerra del 1989 diretto da Brian Trenchard-Smith, con Wings Hauser e R. Lee Ermey. Il film è stato girato nelle Filippine.

## Trama
All'inizio dell'offensiva del Têt, un'unità dei Marines si trova nella base militare Gloria. Quando questa viene attaccata, i Marines subiscono numerosi attacchi da parte dei Viet Cong, ma alla fine salvano la base con l'aiuto della prima divisione di cavalleria aerea. 
Mentre i Marines cercano di difendere la base, il comandante Viet Cong scopre che la sua missione non era vincere, ma piuttosto di condurre i suoi uomini alla morte per permettere all'esercito nord-vietnamita di avere un ruolo maggiore nella guerra. 
Gli americani sono successivamente costretti ad abbandonare la base avendo perso troppi uomini nella difesa. Alla fine, i soldati e i comandanti di entrambe le parti riflettono sulle perdite sproporzionate di vite umane per questa base.